# Emil Straßburger
Emil Straßburger (* 5. November 1853 in Eisleben; † 6. August 1914 in Aschersleben) war ein deutscher Pädagoge, Schulleiter und Sachbuchautor, der ab 1880 vor allem in Aschersleben wirkte und dort einige Werke zur Heimatgeschichte verfasste.

## Leben
Straßburger, Sohn einer in Eisleben ansässigen Familie, zog nach dem Abitur von seiner Vaterstadt nach Halle, wo er ab 1872 Altphilologie, Geographie und Geschichte studierte. Dezember 1875 promovierte er mit einer Arbeit Quomodo et quando Pannonia provincia Romana fakta est zum Dr. phil. Nach bestandenem Lehr-Examen pro fakultate docendi ging er Ostern 1877 als Probekandidat für ein Jahr an das Gymnasium Wittenberg und war sodann zwei Jahre lang als Lehrer am Gymnasium in Nordhausen tätig.
Ostern 1880 siedelte er nach Aschersleben über und wurde als Lehrer, später Oberlehrer, an die damalige Realschule erster Ordnung berufen, die in Folge zu einem humanistischen Gymnasium (Stephaneum) umstrukturiert wurde. Etwa um 1883 gründete er den Geographischen Verein, den er bis zu seinem Tode leitete. Im April 1894 wurde er, mit Berufsangabe als Oberlehrer, zum ehrenamtlichen Pfleger im Harz-Verein für Geschichte und Altertumskunde gewählt. 1897 wurde ihm das Prädikat Professor verliehen und 1898 erhielt er den Rang eines Rats vierter Klasse. Daneben wurde er zum Stadtverordneten gewählt, wobei er dieses Amt bis zum freiwilligen Rücktritt über 25 Jahre lang behielt. Er verfasste etliche Werke zur Stadt- und Heimatgeschichte, und das Studium der Heimatkunde wurde zu seiner besonderen Spezialität. Seine Arbeiten wurden in den Schulprogrammen des Stephaneums und als eigenständige Bücher veröffentlicht. Straßburgers Hauptwerk war dabei das unter Nutzung des Stadtarchivs langjährig ausgearbeitete zweibändige Buch Geschichte der Stadt Aschersleben, das 1905 und 1906 im Verlag von Karl Kinzenbach erschien.
Seit 1910 war er zweiter und ab 1913 erster Schriftleiter des Harz-Vereins für Geschichte und Altertumskunde. Straßburger verstarb am 6. August 1914 an einem bereits länger bestehenden Leiden des Halses nach kurzer heftiger Krankheit. Er scheint einen gleichnamigen Sohn hinterlassen zu haben, der 1897 als Schüler der Untertertia des Stephaneums erwähnt wird.

## Werke (Auswahl)
- Quomodo et quando Pannonia provincia Romana fakta est (Dissertation, Halle 1875)
- Die Reformation in Aschersleben (Jahresbericht des Realgymnasiums zu Aschersleben, Hallersche Buchdr., Aschersleben 1884)
- Geschichte der höheren Schule in Aschersleben (1888)
- Heimatskunde von Aschersleben (1894)
- Zur Geschichte Ascherslebens während des siebenjährigen Krieges (Aschersleben 1895; Digitalisat auf uni-duesseldorf.de)
- Geschichte der Schützengilde Ascherslebens, zum 350. Jubiläum
- Reiseführer durch Aschersleben, mehrere Auflagen
- Etliche Beiträge in der Zeitschrift des Harz-Vereins für Geschichte und Altertumskunde (Beispiel, 29. Jg., Digitalisat auf uni-jena.de). Abgerufen am 19. Januar 2024.
- Geschichte der Stadt Aschersleben, 1905 und 1906 Verlag Kinzenbach; Nachdruck 2003
- Aschersleben vor 100 Jahren (1913)